# Anna-kolibri
Az Anna-kolibri (Calypte anna) a madarak osztályának sarlósfecske-alakúak (Apodiformes)  rendjébe és a kolibrifélék (Trochilidae) családjába tartozó faj.

## Rendszerezése
A fajt René Primevère Lesson francia ornitológus írta le 1829-ben, az Ornismya nembe Ornismya Anna néven.

## Előfordulása
Észak-Amerika nyugati részén, Kanada, az Amerikai Egyesült Államok és Mexikó területén honos. Természetes élőhelyei a szubtrópusi és trópusi síkvidéki esőerdők, lombhullató erdők, szavannák és cserjések, valamint vidéki kertek és városi régiók. Vonuló faj.

## Megjelenése
Testhossza 10–11 centiméter, a hím testtömege 3,7–5,8 gramm, a tojóé 3–3,7 gramm, szárnyfesztávolsága 11,4–12,1 centiméter. A hímek feje csillogó vörös.
|  |  |  |  |

## Életmódja
Nektárral táplálkozik.

## Szaporodása
Pókhálóval ágakhoz rögzíti csésze alakú fészkét, melyet szárakból és tollból készít.  Fészekalja 2 tojásból áll, melyen 14–19 napig kotlik.

## Természetvédelmi helyzete
Az elterjedési területe nagyon nagy, egyedszáma pedig növekszik. A Természetvédelmi Világszövetség Vörös listáján nem fenyegetett fajként szerepel.